# مونيك كالكمان-فان دن بوش
مونيك كالكمان-فان دن بوش (بالهولندية: Monique Kalkman-Van den Bosch) (من مواليد 28 نوفمبر 1964) هي لاعبة تنس هولندية على كرسي متحرك، لعبت أيضًا تنس الطاولة بالإضافة إلى مسيرتها الرياضية. شاركت مونيك في الألعاب البارالمبية في أعوام 1984 و1988 و1992 و1996. في عام 2017، أُدخلت ضمن أعضاء قاعة مشاهير كرة المضرب الدولية

## السيرة الشخصية
شُصت إصابة مونيك فان دن بوش بالسرطان بسبب الشلل النصفي عندما كان عمرها 14 عامًا فقط. في البداية مارست رياضة تنس الطاولة في سن الطفولة قبل أن تصبح لاعبة تنس محترفة على الكرسي المتحرك. في سن العشرين، ظهرت لأول مرة في أولمبياد المعاقين خلال دورة الألعاب البارالمبية الصيفية لعام 1984 وتنافست في أحداث تنس الطاولة.

## الحياة المهنية
حصلت مونيك كالكمان على ميدالية ذهبية وبرونزية في منافسات تنس الطاولة للسيدات كجزء من دورة الألعاب البارالمبية الصيفية لعام 1984. ثم تنافست في دورة الألعاب البارالمبية الصيفية لعام 1988 كلاعبة تنس على كرسي متحرك وحصلت على الميدالية الذهبية في فردي السيدات على الرغم من أن الحدث كان بمثابة رياضة استعراضية في دورة الألعاب البارالمبية الصيفية لعام 1988. واصلت مونيك فان دن بوش حصد الميداليات في دورة الألعاب البارالمبية الصيفية حيث حصلت على الميداليات الذهبية في فردي السيدات وزوجي السيدات في شراكة مع شانتال فانديريندونك في دورة الألعاب البارالمبية الصيفية لعام 1992.
كما فازت بلقب الـ ITF العالمي في أعوام 1992 و1993 و1994 و1995.

## التوجه للعب الغولف
في عام 1997 نصحها الأطباء بلعب الجولف لأنها كانت تعاني من مرض الشلل النصفي. تقاعدت من لعب بطولة التنس على الكراسي المتحركة في عام 1997 وبدأت في لعب الجولف في أوقات فراغها. كما أسست Going4Golf، وهي مؤسسة جولف تهدف إلى الترويج لرياضة الجولف للأشخاص ذوي الإعاقة.

## وصلات خارجية
- مونيك كالكمان-فان دن بوش على موقع الاتحاد الدولي لكرة المضرب (الإنجليزية)
- مونيك كالكمان-فان دن بوش على موقع قاعة مشاهير كرة المضرب الدولية (الإنجليزية)